# Train à grande vitesse Tel-Aviv Eilat
 (janvier 2013).
Si vous disposez d'ouvrages ou d'articles de référence ou si vous connaissez des sites web de qualité traitant du thème abordé ici, merci de compléter l'article en donnant les références utiles à sa vérifiabilité et en les liant à la section « Notes et références ».
Le train à grande vitesse reliant Tel-Aviv à Eilat est un projet de ligne à grande vitesse devant relier la ville méditerranéenne de Tel Aviv à la ville la plus au sud d'Israël, Eilat, en passant par Beer-Sheva, Dimona et la région de la Arava. Sa longueur totale devrait être de 360 km, en deux tronçons, le premier de 100 km reliant Tel Aviv à Beer-Sheva, et le second reliant cette dernière à Eilat. La durée du trajet Tel-Aviv à Eilat par cette liaison serait estimée à un peu plus de deux heures.
Ce projet stratégique offrirait à la fois une meilleure desserte des voyageurs et des touristes que par la route et l'avion, et une alternative au Canal de Suez pour le transport de marchandises. 
En 2019, selon un article du journal financier israélien Globes, le projet qui y est considéré comme « irréaliste » est gelé pour une durée indéterminée. 

## Contexte du projet
La ville d'Eilat, la plus au sud d'Israël, est éloignée des autres centres de population du pays. Les deux voies d'accès par la route sont les autoroutes 90 et 12, dont le trafic s'est développé du fait de la croissance de l'activité touristique de la région, provoquant de nombreux accidents de la route, et quelques attaques terroristes. L'alternative à la route était jusqu'à présent la desserte aérienne, par l'aéroport d'Eilat ville pour les lignes locales, depuis Tel Aviv principalement, la desserte par Jérusalem ayant été suspendue depuis la fin des années 1990, ou par l'aéroport d'Ovda, aéroport militaire sur lequel se pose quelques vols internationaux, principalement des charters touristiques.
Le principe d'une desserte par le train remonte à la fin de la guerre d'indépendance de 1948, mais les projets ont été abandonnés pour des raisons de sécurité dans les années 1950, Israël ne contrôlant alors pas la Judée. Le Premier ministre David Ben Gourion remit le sujet à l'étude, et déjà des équipes françaises s'étaient montrées intéressées, juste avant la crise de Suez, avant d'être de nouveau abandonné. Le projet redevint régulièrement d'actualité, jusqu'à ce qu'un fonds australien lance un projet de financement à hauteur de 250 millions de dollars dans les années 1980. Le ministre des transports de l'époque Haim Corfu créa un comité d'étude et se tourna de nouveau vers la France pour développer la ligne, ce pays disposant d'un savoir-faire évident en matière de construction de lignes TGV. Dans les années 1990 et 2000, les ministres des transports successifs Yisrael Keisar, Meir Sheetrit, Avigdor Lieberman et Shaul Mofaz ont tous fait des promesses en ce sens.
Au début des années 2010, l'importance stratégique d'Eilat, accès à la Mer Rouge situé à proximité de trois pays arabes (Arabie saoudite, Égypte et Jordanie), s'est considérablement développé, au-delà de son importance touristique et balnéaire. Le projet s'est vu doté de moyens et d'équipes pour avancer concrètement.
Le projet a été approuvé en février 2012.

## Calendrier et financement
Le coût total de ce projet est estimé entre 6 et 8 milliards de Shekel, mais des estimations plus sérieuses font pencher pour un montant de 100 milliards. Le planning du projet coûte quant à lui environ 150 millions de Shekel, et fait partie du programme Netivei Israel de financement des routes et des infrastructures ferroviaires.
En octobre 2011, le ministre des transports Yisrael Katz a signé un accord de coopération avec le gouvernement chinois pour la construction d'un tronçon de 180 kilomètres entre Nahal Tzin et Eilat. Des discussions ont été menées avec les gouvernements de 10 pays; Espagne, Canada, France, Allemagne, Italie, Japon, Corée du Sud, Inde et États-Unis, en plus de la Chine.
Trois modes de financement sont envisagés: Partenariat public-privé, via un accord avec un gouvernement étranger, ou par un financement par le gouvernement israélien.

## Trajet
Le trajet traverse d'importantes régions désertiques, soumises à de fortes chaleurs, et d'importants écarts de température diurne, de forts dénivelés, et d'assez fréquentes inondations. C'est assez pénalisant pour les lignes à grande vitesse qui doivent éviter les virages serrés. Ces difficultés expliquent pourquoi une telle ligne n'a toujours pas vu le jour, malgré l'intérêt qu'y ont porté différents gouvernements israéliens.
Trois sections ont été identifiées:
- Beer-Sheva - Dimona, un tronçon de 34 km
- Dimona - Mount Tzin, d'une longueur de 54 km
- Mount Tzin - Eilat à travers le désert de la Arava, d'une longueur de 116 km

Le projet porte à débat en Israël, où les organisations de défense de la nature, fortement implantées, s'opposent à un tracé qui mettrait en péril certaines espèces animales, et dégraderait fortement le paysage.
Le projet envisage plus de 60 ponts, et près de 10 km de tunnels. Au total, 9 stations seraient créées du nord au sud: Hatzeva, Sapir, Paran, Yahel, Yotvéta, Timna, Shchort, Eilat Centre et le Port d'Eilat.

## Spécifications techniques
Le projet envisage une liaison à une vitesse maximale de 230 à 300 km/h. La ligne sera totalement électrifiée et à double sens.
La date de mise en service envisagée est 2018. Le trafic potentiel est estimé  à 3.5 millions de voyageurs.
En termes de transport de fret, le projet table sur 2.5 millions de tonnes, principalement de produits chimiques, et 140 000 véhicules, par an. La ligne servira d'alternative au canal de Suez, et renforcerait ainsi la position stratégique du port d'Eilat.